# Sculpture romantique

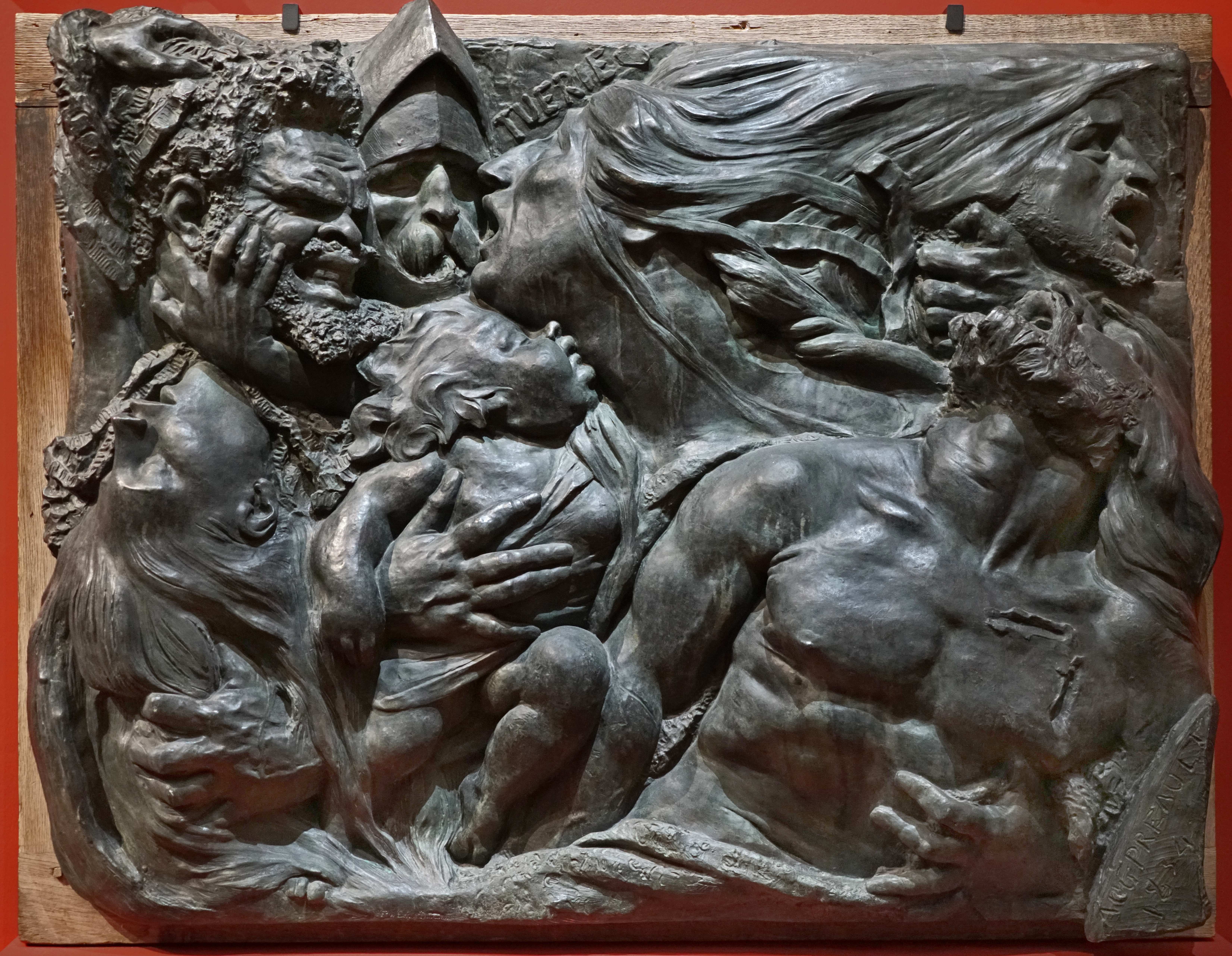
Auguste Préault, Tuerie (1834), bronze, musée des Beaux-Arts de Chartres.

La sculpture romantique est un courant sculptural issu du romantisme, apparu au début du XIXe siècle vers les années 1820, succédant à la sculpture néo-classique et précédant le réalisme et l'éclectisme. Le Romantisme en sculpture est marqué par son dynamisme et son réalisme, s'opposant à l’aspect poli et au hiératisme de la sculpture néo-classique. Les artistes délaissent l'inspiration antique notamment dans les portraits sculptés, qui ne sont plus représentés avec une toge à la manière romaine, mais en costume contemporains, ils évoluent vers l'historicisme en s'inspirant du Moyen Âge et du baroque. Les sculpteurs représentatifs, sont François Rude, David d'Angers, Auguste Préault, Antoine-Louis Barye.

## Matériaux
Les romantiques préfèrent les matériaux plus simples à dompter que le marbre, qu'ils maîtrisent rarement,. Ils remettent le bronze au goût du jour et des techniques anciennes liées à ce matériau telles que la cire perdue. Ils manifestent également un goût certain pour le modelage et la terre-cuite. Le choix du bronze par rapport au marbre donne bien plus de libertés aux sculpteurs romantiques car sa légèreté permet de laisser des parties considérables des figures s'avancer dans le vide et permet de tenter les mouvements les plus hardis sans que cela ne fasse craindre la chute de la statue,.
Ce matériau, particulièrement adapté à la reproductibilité technique est à l'origine du développement de la statuette,.

## Dimensions

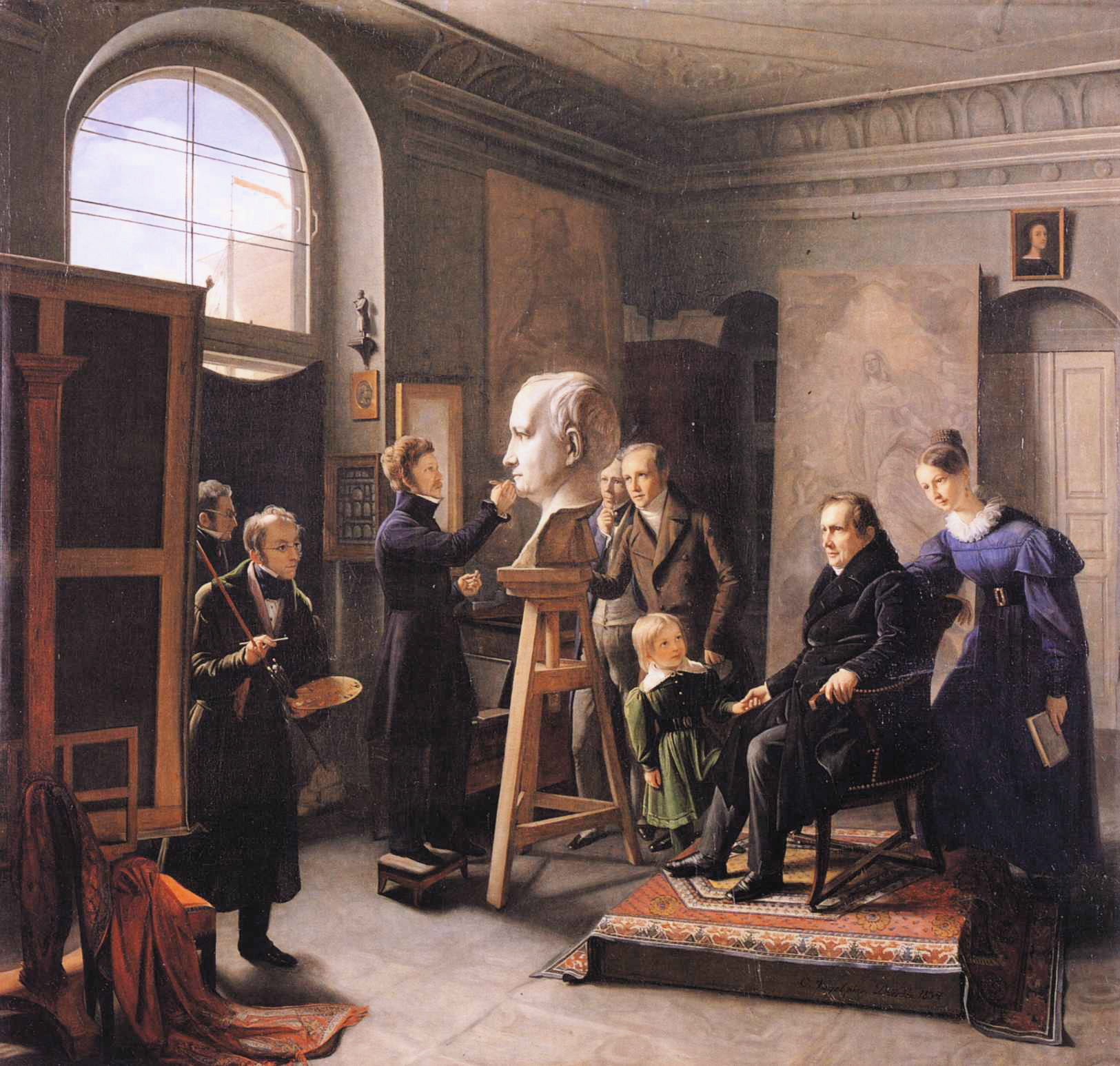
Carl Christian Vogel von Vogelstein, Ludwig Tieck assis devant le sculpteur de portrait David d'Angers (1834), musée des Beaux-Arts de Leipzig.
David d'Angers a réalisé une statuette en pied et un buste colossal du poète Ludwig Tieck. La statuette du poète assis dans un fauteuil, dans une pose quotidienne, reprend la celle du tableau, alors que le buste colossal, dénué de tout ornement, inspire le respect, la puissance et la majesté. Avec le colossal, il ne s'agit plus d'être une mémoire de l'actualité mais un enregistreur de la postérité.

La statuette est un format très populaire parmi les romantiques et même les tenants du colossal habitués au marbre tels que David d'Angers réduisent leurs grandes figures, comme cette sculpture de Ludwig Tieck. La statuette romantique traite son sujet de manière pittoresque et anecdotique, elle est une mémoire de l'actualité au même titre que la lithographie,,.
À l'inverse de ce format plus petit que nature, les romantiques apprécient le colossal, c'est-à-dire un format plus grand que nature. Le rôle du colossal est d'exprimer la puissance, la majesté et d'inspirer le respect. Car le colossal est comme le dit Victor Hugo « la dimension naturelle de la sublimité et du génie ». Or, le sublime est un point essentiel de l'esthétique romantique. Le sculpteur Préault envisagea même de sculpter un Vercingétorix colossal à même la montagne,.

Ludwig Tieck, de la statuette au colosse.
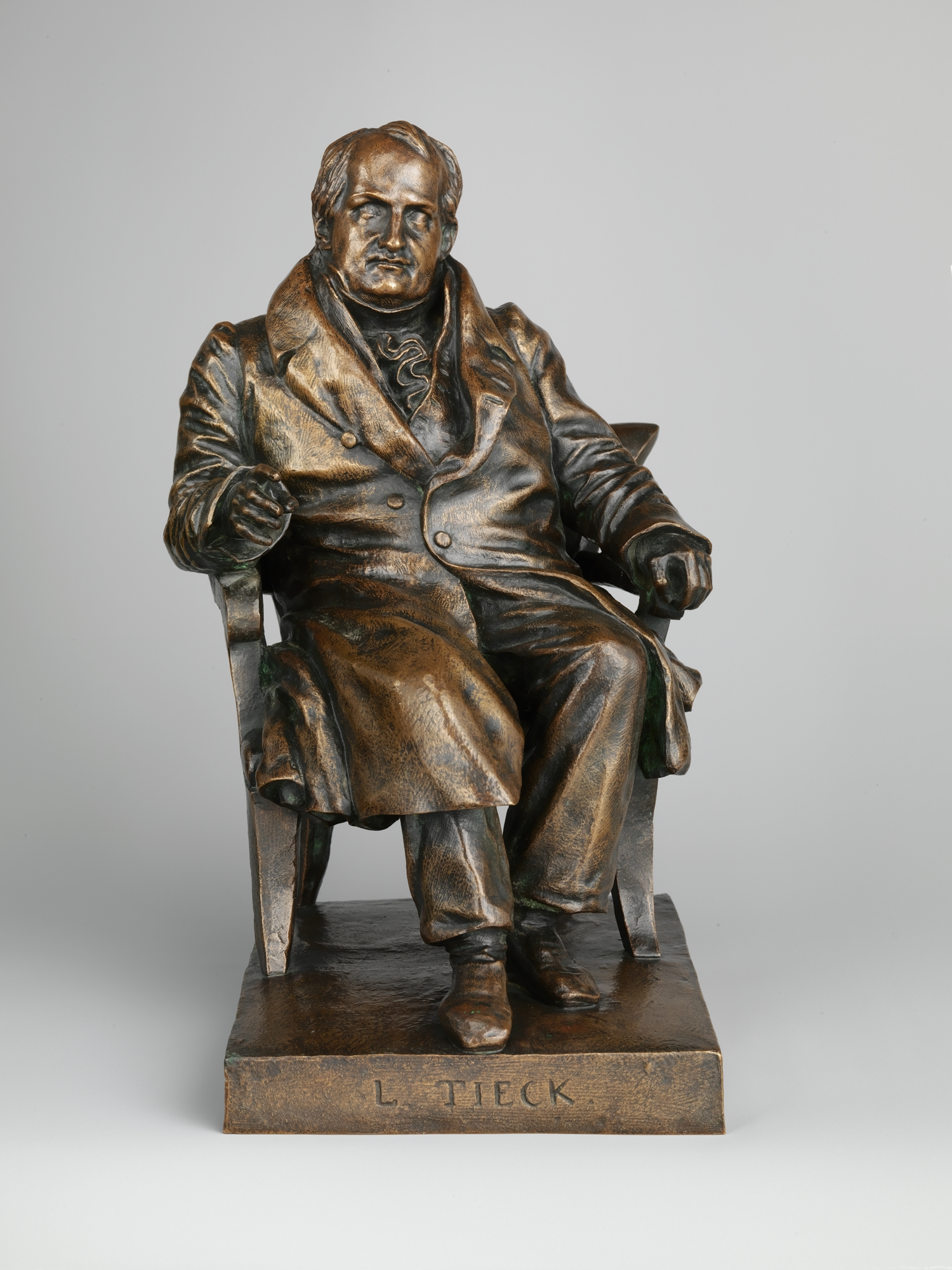
Pierre-Jean David d'Angers, Ludwig Tieck, 1834, bronze, h. 31,1 cm, New York, Metropolitan Museum of Art.
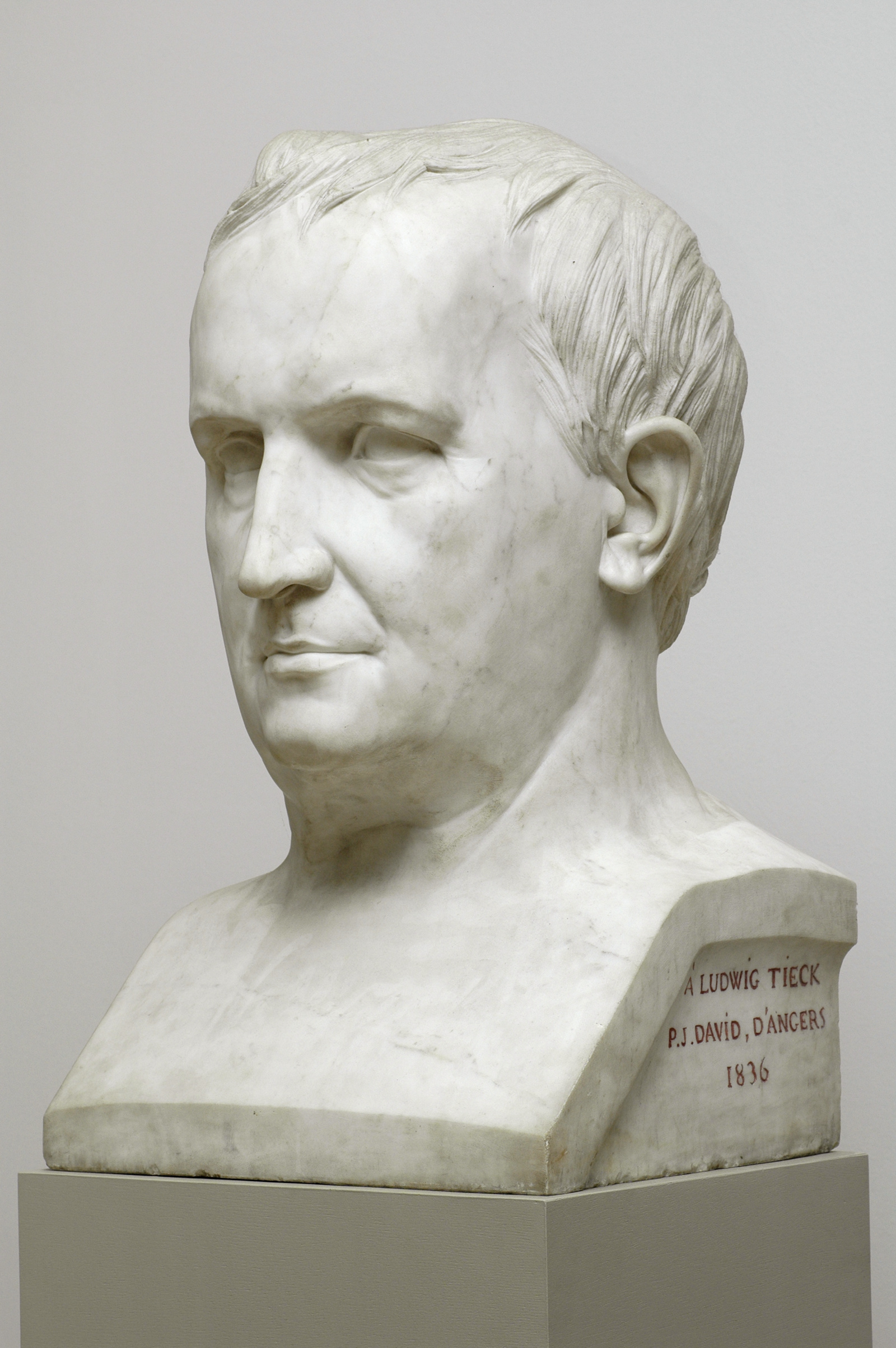
Pierre-Jean David d'Angers, Ludwig Tieck, 1836, marbre, h. 79 cm, Dresde, Bibliothèque d'État et universitaire de Saxe.

## Esthétique
Le romantisme en sculpture est marqué par son dynamisme et son réalisme, s'opposant à l’aspect poli et au hiératisme de la sculpture néo-classique. Les artistes délaissent l'inspiration antique notamment dans les portraits sculptés, qui ne sont plus représentés avec une toge à la manière romaine, mais en costume contemporains, ils évoluent vers l'historicisme en s'inspirant du Moyen Âge et du baroque.

## Historique

### Difficile naissance du romantisme en sculpture

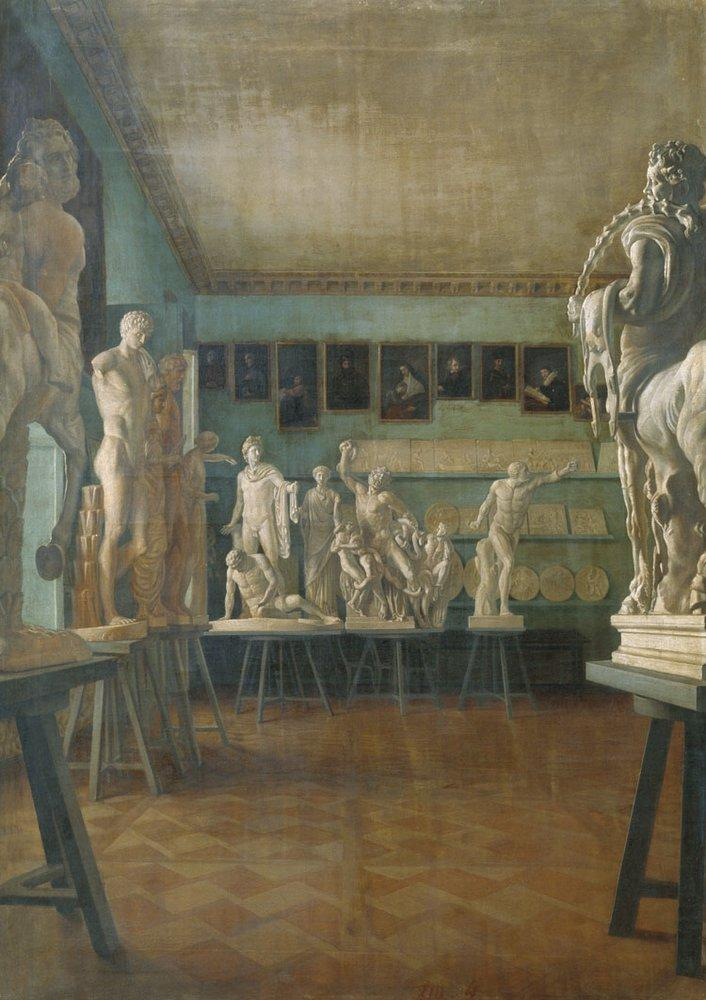
Ekaterina Nikolayevna Khilkova, Vue intérieure de la classe de l'école de dessin de Saint-Pétersbourg (XIXe siècle), Saint-Pétersbourg, Musée russe.
Les sculptures antiques étudiées et présentées comme des modèles de proportions à imiter sont souvent les mêmes et sont hiérarchisées entre elles. Au sommet de cette hiérarchie se trouve l’Apollon du Belvédère, une œuvre tout à l'opposé de l'expressivité romantique. On peut reconnaître l'Apollon du Belvédère au fond à gauche.

Le romantisme est tout d'abord un mouvement littéraire dont l'apparition en France peut être datée de 1802, date à laquelle François-René de Chateaubriand publie le Génie du christianisme. C'est avec Le Radeau de La Méduse de Théodore Géricault, présenté au Salon de 1819, que le romantisme fait irruption dans la peinture française. Dans la peinture française seulement puisque la peinture romantique allemande comme anglaise ne sont déjà plus neuves. Le romantisme en sculpture n'apparaît cependant qu'au Salon de 1831, soit plus de douze ans après la peinture. Plusieurs raisons viennent expliquer ce retard. Tout d'abord il y a l'école des beaux-arts dont l'enseignement se fonde sur la sculpture antique, les élèves ont donc de la peine à s'émanciper de cet enseignement. Il y a également une raison économique ; il est presque impossible à un sculpteur de vivre de son art sans commanditaire, il faut donc que le sculpteur produise des œuvres qui collent au mieux au goût dudit commanditaire.

#### Salon de 1831
C'est donc au Salon de 1831 que se manifeste pour la première fois la sculpture romantique. La critique salue alors les œuvres des cinq ou six sculpteurs romantiques, mais pas de façon unanime. En effet, on reproche déjà le manque de correction anatomique de certains sujets. Le jury fait néanmoins preuve d'une certaine bienveillance en offrant des médailles de seconde classe à trois artistes : Antoine-Louis-Barye, Antonin Moine et Henry de Triqueti. Pourtant c'est l'œuvre d'un autre artiste qui va marquer ce Salon, le Roland furieux de Jehan Du Seigneur. Cette sculpture, chantée par Théophile Gautier devient la « Préface de Cromwell » du romantisme plastique, une sorte de manifeste du romantisme en sculpture,.
Roland le paladin, qui, l’écume à la bouche,

Sous un sourcil froncé, roule un œil fauve et louche,

Et sur les rocs aigus qu’il a déracinés,

Nu, enragé d’amour, du feu dans la narine,

Fait saillir les grands os de sa forte poitrine,

Et tord ses membres enchaînés.
— Théophile Gautier
Dès ce premier Salon se trouvent les deux tendance principales du romantisme. La première est la recherche d'une représentation peu idéalisée et proche de la nature comme avec le Jeune Pêcheur napolitain jouant au bord de la mer avec une tortue de François Rude, le Tigre dévorant un Gavial d'Antoine-Louis Barye ou le Roland Furieux de Jehan Du Seigneur dont l'expressivité est loin de la retenue néoclassique. La seconde est une approche plus historique et idéaliste, incarnée par Antonin Moine et ses Lutins en voyage qui illustrant le monde de l'imaginaire,. Les sculpteurs romantiques se distinguent en effet par un goût pour l'imaginaire, la littérature et les légendes non issus de l'Antiquité. Toutes les œuvres romantiques présentées à ce Salon sont en plâtre, elles n'ont donc pas de commanditaire.

Œuvres présentées au Salon de 1831
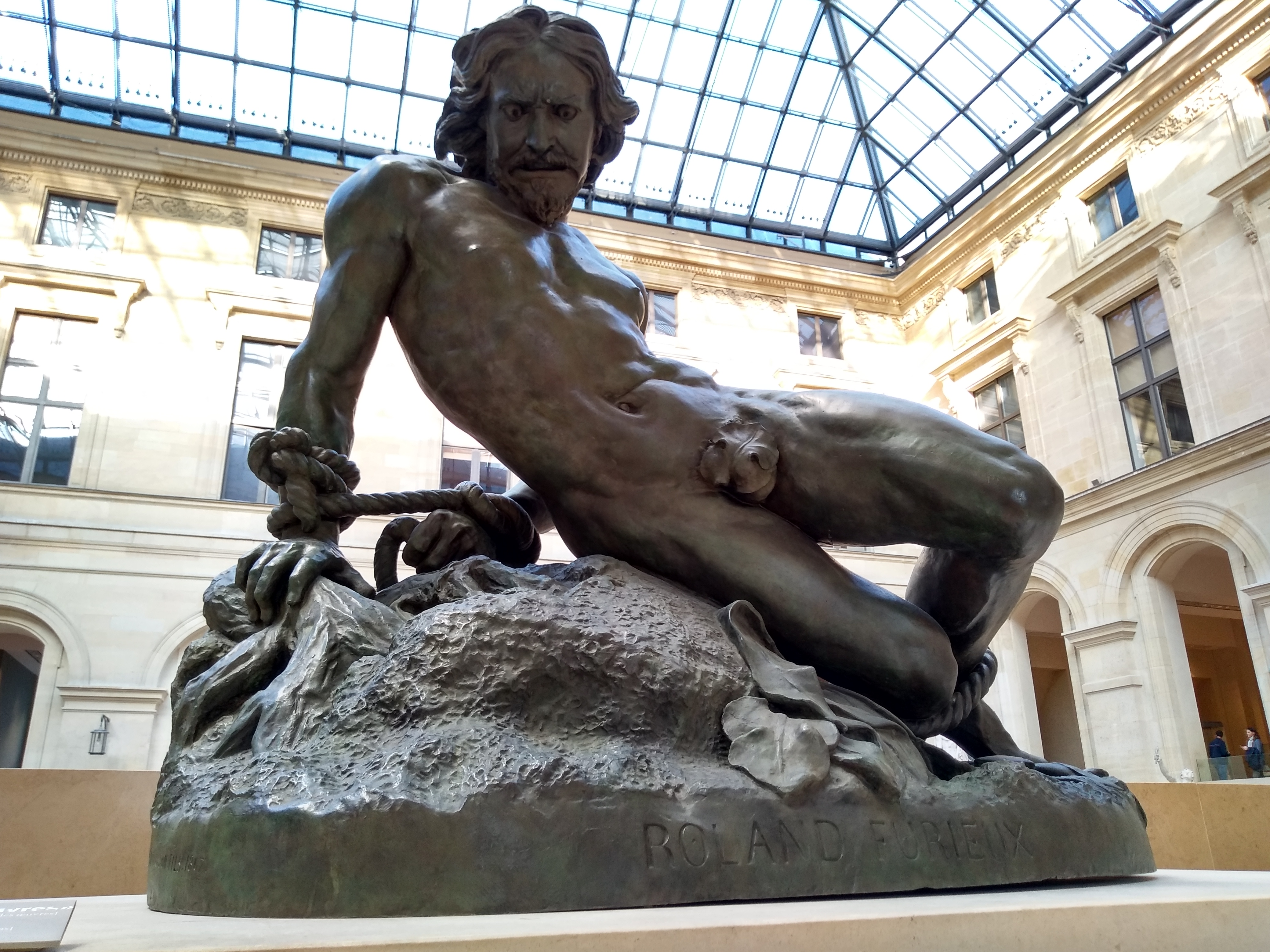
Jehan Duseigneur, Roland Furieux, Paris, musée du Louvre.
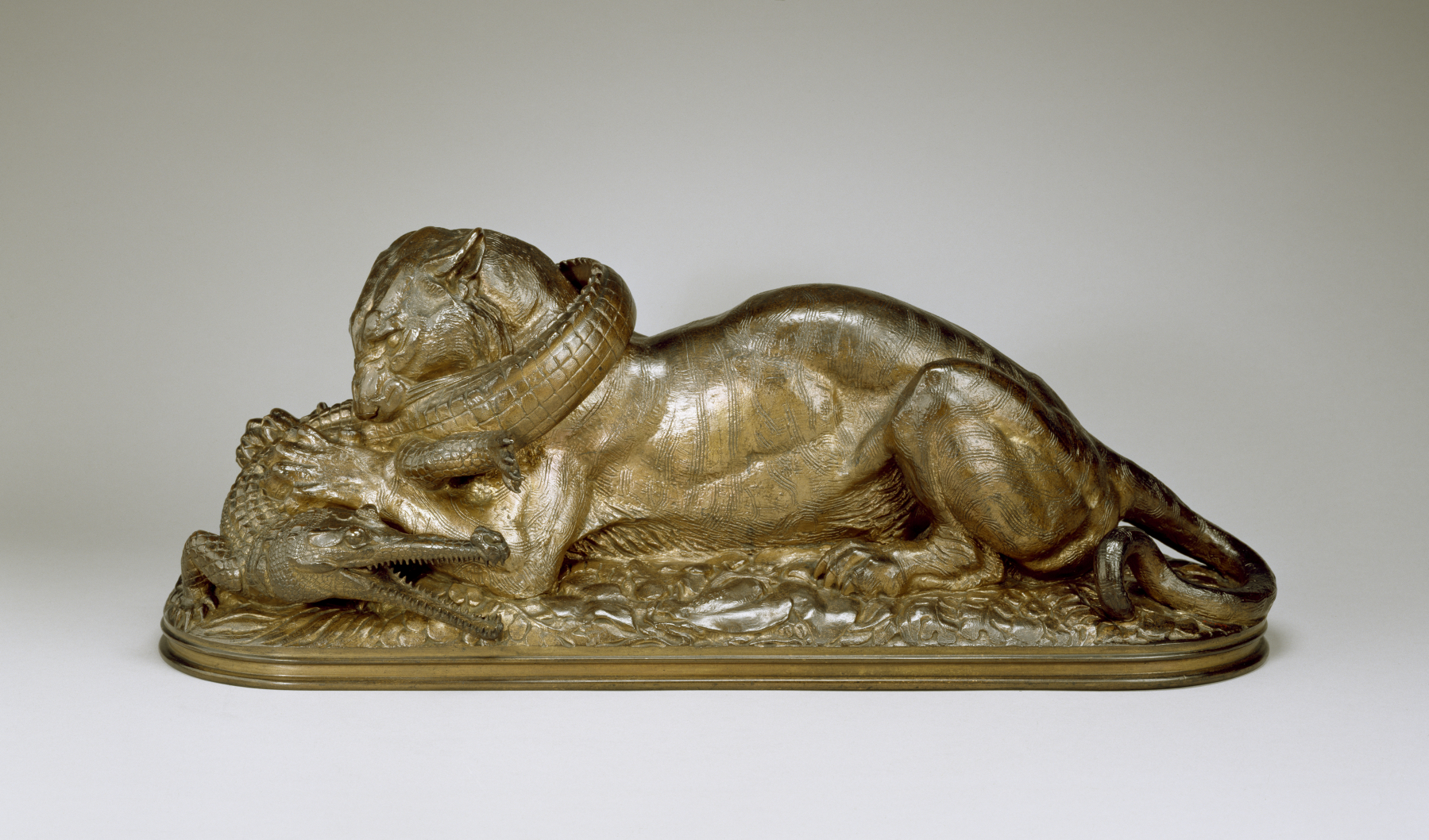
Antoine-Louis Barye, Tigre dévorant un Gavial, Baltimore, Walters Art Museum.
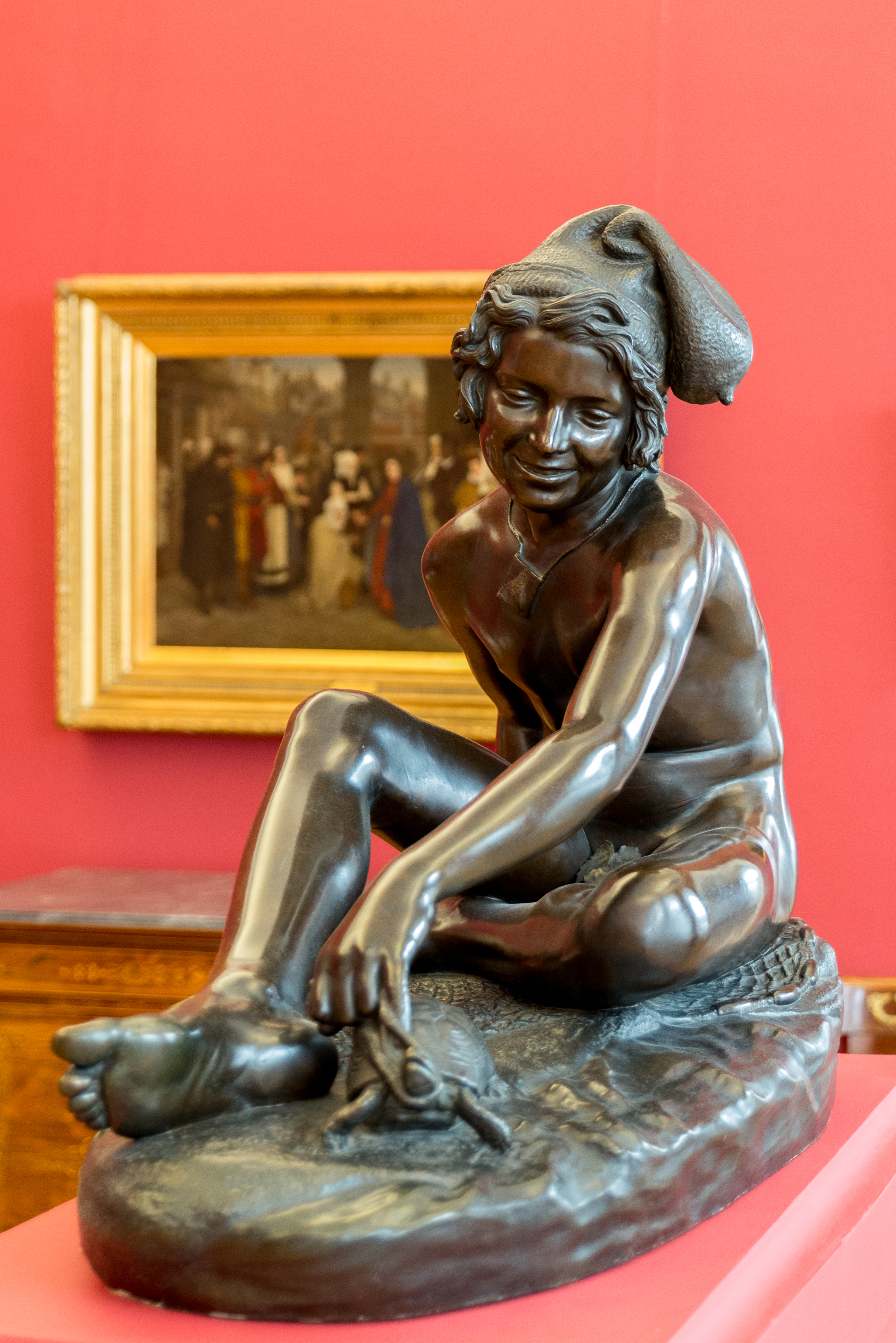
François Rude, Jeune Pêcheur napolitain jouant au bord de la mer avec une tortue, Dijon, musée des Beaux-Arts.

### Triomphe du romantisme
Le Salon de 1833 fut le seul véritable Salon romantique. Y furent présentés le Lion au serpent d'Antoine-Louis Barye, le Jeune pêcheur napolitain jouant avec une tortue de François Rude, le Jeune pêcheur dansant la tarentelle de Francisque Duret, la Marie-Amélie d'Antonin Moine et le Caïn et sa race maudits de Dieu d'Antoine Étex. Ce Salon incarne le triomphe du romantisme en sculpture car c'est véritablement à ce moment qu'il est reconnu : le Caïn d'Antoine Étex est un tel succès qu'il le consacre comme l'un des chefs de file du romantisme avec Barye et Rude mais surtout, certaines œuvres présentes à ce Salon ne sont pas en plâtre comme au Salon de 1831 mais bel et bien en marbre. C'est le cas notamment de la Marie-Amélie d'Antonin Moine, commandée par Adolphe Thiers qui représente la reine des Français ou encore du Jeune Pêcheur de François Rude qui avait été présenté en plâtre en 1831 mais revient cette fois-ci en marbre ; c'est la première œuvre que l'État achète à François Rude, déjà âgé de quarante-neuf ans,.
Ce succès du romantisme en sculpture dépasse les frontières du Salon et se remarque dans les grands projets architecturaux du règne de Louis-Philippe,. Cette année 1833 marque notamment la commande par Adolphe Thiers des bas-reliefs et hauts-reliefs pour l'Arc de triomphe de l'Étoile. C'est ainsi que François Rude obtient la commande de son œuvre la plus célèbre : Le Départ des volontaires de 1792, l'un des quatre hauts-reliefs du monument. De nombreux autres sculpteurs romantiques se voient confier des reliefs de l'Arc de triomphe, c'est notamment le cas de James Pradier, de Jean-François-Théodore Gechter, de Théophile Bra, d'Antoine Étex et de Jean-Jacques Feuchère.

### Refus au Salon, éclectisme au-delà

#### Disparition du romantisme au Salon
À partir du Salon de 1834, le jury qui s'était montré clément jusque-là se durcit. À ce Salon, Auguste Préault présente cinq œuvres et toutes sont refusées à l'exception d'une seule : Tuerie. Jean-Pierre Cortot, en acceptant cette œuvre au Salon veut « accrocher cet ouvrage au Salon comme on suspend le malfaiteur au gibet », il souhaite en faire un exemple de ce qu'il ne faut pas faire en sculpture, un exemple effrayant pour la jeunesse,. Dès l'année suivante, Auguste Préault ne peut plus exposer et il est loin d'être le seul. Le jury du Salon se constitue en véritable bastion de la tradition classique, de 1840 à 1848 les œuvres refusées sont systématiquement plus nombreuses que les œuvres reçues. Or, les conséquences sont considérables pour les artistes, dont la renommée et les commandes dépendent presque intégralement de leur présence au Salon.
Face à cette situation, les sculpteurs romantiques réagissent différemment. Jehan Du Seigneur, l'auteur du Roland Furieux qui avait marqué les débuts du romantisme en sculpture, consent à tous les sacrifices pour mériter les commandes officielles et produit donc des œuvres assez éloignées du romantisme. Antoine-Louis Barye vend ses œuvres en petits modèles grâce aux procédés de réduction mécanique d'Achille Collas et Frédéric Sauvage. Auguste Préault persiste à présenter ses œuvres au Salon mais sans succès. Antonin Moine s'essaye même à une autre forme d'art, le pastel ; mais son désespoir est tel qu'il se suicide comme son maître Antoine-Jean Gros avant lui,.

#### Éclectisme de la monarchie de Juillet
L'échec apparent des romantiques n'est pas l'échec du romantisme. Alors que les Salons verrouillent toujours plus l'entrée des œuvres romantiques, le romantisme en sculpture trouve des soutiens en dehors. Parmi ces soutiens, la presse, dont l'essor est important durant la monarchie de Juillet. Ainsi, le Magasin pittoresque, fondé en 1833, se fait le défenseur d'Antonin Moine et fait connaître ses œuvres alors que les Salons lui sont refusés. Ce dernier avait en effet proposé en 1836 deux bénitiers pour l'église de la Madeleine. Mais Huvé, l'architecte de la Madeleine, refuse son projet et exige des retouches qui défigurent peu à peu l'œuvre originale. Face à ces refus, le Magasin Pittoresque publie les dessins originaux pour les faire connaître au public. La revue L'Artiste fait quant à elle la promotion d'Antonin Moine en invitant les dames à s'initier à la sculpture dans son atelier.
La commande officielle manifeste également son intérêt pour le romantisme et exprime tout le paradoxe de la réception du romantisme. Parmi les commandes officielles figurent ainsi les bénitiers d'Antonin Moine, mais également le Jacques Cœur d'Auguste Préault et le Surtout des Chasses d'Antoine-Louis Barye. Ces œuvres n'étaient donc pas des plâtres qui attendaient avec incertitude leur édition dans des matériaux durables, elles étaient déjà des commandes officielles, loin du sort des œuvres romantiques du Salon de 1831 qui étaient toutes en plâtre et sans commanditaire. Pourtant aucune de ces trois œuvres n'est acceptée par le jury du Salon, un jury qui semble enchanté de s'opposer au pouvoir en place.
Cela dit, il ne faudrait pas croire non plus que la commande publique est entièrement tournée vers le romantisme, c'est plutôt l'éclectisme qui triomphe. Ainsi, il est d'usage sous le règne de Louis-Philippe de confier l'exécution de monuments à des architectes académiques et chevronnés et de laisser les bas-reliefs à des sculpteurs romantiques. Ces monuments sont par exemple le Panthéon, l'église de la Madeleine ou l'arc de Triomphe de l'Étoile sur lequel le haut-relief de François Rude semble plaqué sur un monument qui lui est opposé en tout, un monument essentiellement néoclassique.